# 掟十五条
掟十五条とは、琉球侵攻を行なった薩摩藩が降伏した琉球王国へ遵守するように定めた掟の一つである。

## 概要

### 現代語訳
1. 薩摩の命令なしで、唐へ誂物（品物の注文）をしてはいけない。
2. 現在官職についていない者には知行をやってはいけない。
3. 女には知行をやってはいけない。
4. 個人で人を奴僕としてはいけない。
5. 諸寺社を多く建立してはいけない。
6. 薩摩の許可がない商人を許してはいけない。
7. 琉球人を買いとり日本へ渡ってはいけない。
8. 年貢、その他の公物は、薩摩の奉行の定めた通りに取納すること。
9. 三司官をさしおいて、他人につくことはいけない。
10. 押し売り押し買いをしてはいけない。
11. 喧嘩口論をしてはいけない。
12. 町人百姓等に定めおかれた諸役のほか、無理非道を申しつける人があったら鹿児島に訴える。
13. 琉球から他領へ貿易船を出してはいけない。
14. 日本の桝以外用いてはいけない。
15. ばくちや人道にはずれたことをしてはいけない。

## 参考URL
- 掟十五条写（町田家文書）【明治時代の写本 https://webarchives.tnm.jp/imgsearch/show/C0035400
- http://manyu.cocolog-nifty.com/yunnu/2008/08/post_9303.html